# 奥鲁埃尔
奥鲁埃尔（法語：Orrouer）是法国厄尔-卢瓦尔省的一个市镇，属于沙特尔区。

## 地理
奥鲁埃尔（48°24'47"N, 1°17'16"E）面积13.25 平方千米，位于法国中央-卢瓦尔河谷大区厄尔-卢瓦省，该省份为法国北部内陆省份，北起顺时针与厄尔省、伊夫林省、埃松省、卢瓦雷省、卢瓦-谢尔省、萨尔特省和奧恩省接壤。
与奥鲁埃尔接壤的市镇（或旧市镇、城区）包括：弗兰塞、奥莱、厄尔河畔圣乔治、圣吕佩尔斯。
奥鲁埃尔的时区为UTC+01:00、UTC+02:00（夏令时）。

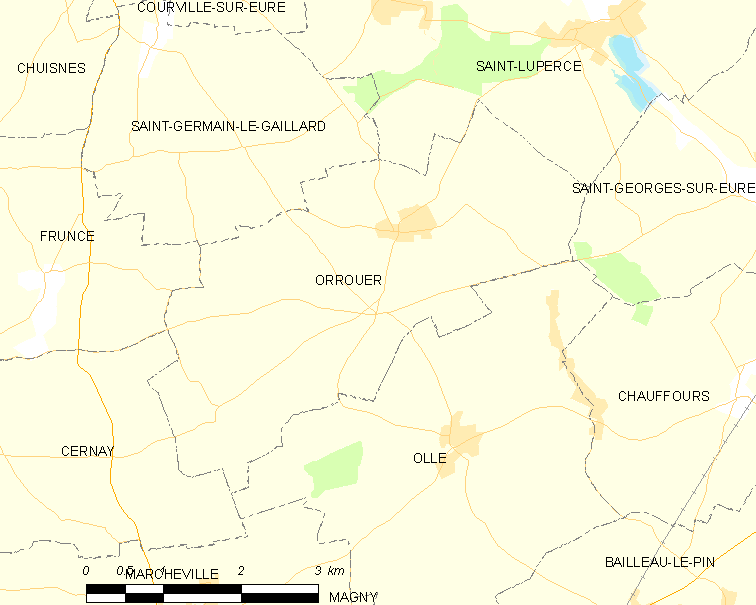
奥鲁埃尔的OSM定位图

## 行政
奥鲁埃尔的邮政编码为28190，INSEE市镇编码为28290。

## 政治
奥鲁埃尔所属的省级选区为伊利耶孔布赖县。

## 人口

1962-2008年间奥鲁埃尔人口变化图示

奥鲁埃尔于2022年1月1日时的人口数量为282人。